# Jacobo Ramón
Jacobo Ramón Naveros (Madrid, 6 januari 2005) is een Spaans voetballer die onder contract ligt bij  Real Madrid.

## Clubcarrière
Ramón ruilde in 2013 de jeugdopleiding van Las Rozas CF voor die van Real Madrid. In de seizoenen 2022/23 en 2023/24 nam hij met het U19-elftal deel aa de UEFA Youth League. Op 9 september 2023 maakte hij zijn officiële debuut voor Real Madrid Castilla, het beloftenelftal van de club dat dat seizoen uitkwam in de Primera Federación: in de competitiewedstrijd tegen Linares Deportivo (2-1-nederlaag) mocht hij starten van trainer Raúl González Blanco. Later in het seizoen 2023/24 speelde Ramón ook een paar wedstrijden voor Real Madrid C in de Tercera Federación.
Op 22 januari 2025 maakte Ramón zijn officiële debuut voor het eerste elftal van Real Madrid: in de voorlaatste speelronde van de league phase van de Champions League liet trainer Carlo Ancelotti hem in de 5-1-zege tegen Red Bull Salzburg in de 78e minuut invallen voor Antonio Rüdiger.

## Interlandcarrière
Ramón nam in juli 2024 met Spanje –19 deel aan het EK onder 19 in Noord-Ierland. Ramón kreeg een basisplaats in de eerste twee groepswedstrijden tegen Denemarken (1-2-zege) en Turkije (1-1-gelijkspel) en zag vervolgens vanop de bank hoe Spanje het toernooi won.